# Medauroidea
Medauroidea is een geslacht van Phasmatodea uit de familie Phasmatidae. De wetenschappelijke naam van dit geslacht is voor het eerst geldig gepubliceerd in 2000 door Zompro.

## Soorten
Het geslacht Medauroidea omvat de volgende soorten:
- Medauroidea dolichocercata (Bi & Wang, 1998)
- Medauroidea extradentata (Brunner von Wattenwyl, 1907)
- Medauroidea polita (Chen & He, 1997)